# Wspólnota Samorządowa Jastrzębia-Zdroju
Wspólnota Samorządowa Jastrzębia-Zdroju – polskie stowarzyszenie polityczne, założone 25 listopada 2001 roku w Jastrzębiu-Zdroju.

## Historia
Ugrupowanie powstało w 2001 roku. 
W wyborach samorządowych w 2002, Wspólnota Samorządowa uzyskała wynik 32,06%, wygrywając wybory do rady miasta i wprowadzając do niej 10 radnych. Ówczesny kandydat WS na prezydenta miasta, Marian Janecki, w I turze zdobył 36,42% głosów, przechodząc do II tury wyborów. Pokonał wówczas kandydującego z ramienia Sojuszu Lewicy Demokratycznej Mariana Jarosza, zdobywając 61,35% głosów.
W wyborach samorządowych w 2006, ugrupowanie przegrało z Prawem i Sprawiedliwością, zdobywając 22,15% głosów. W wyborach prezydenta miasta, ponownie zwyciężył kandydat WS, zdobywając 63,89% w II turze.
W wyborach samorządowych w 2010, WS po raz kolejny przegrała wybory do rady miasta, zdobywając drugi po Platformie Obywatelskiej wynik, 26,24% głosów.